# Łódzkie Spotkania Baletowe
Die Łódzkie Spotkania Baletowe (dt.: Lodzer Balletttreffen) ist ein internationales Ballettfestival, das seit 1968 in der Biennaleform auf der Lodzer Opernbühne stattfindet.
Das Festival ist ein Auseinandersetzungsfeld für aktuellen Trends in der Ballettkunst und wichtigsten Leistungen in der gegenwärtigen Choreografie. An der bisherigen Editionen haben Ballettgruppen sowohl aus ganzen Europa als auch aus den USA, Kanada, Kuba und Israel teilgenommen.